# Tekari
Tekari là một thành phố và khu đô thị của quận Gaya thuộc bang Bihar, Ấn Độ.

## Địa lý
Tekari có vị trí 24°56′B 84°50′Đ / 24,93°B 84,83°Đ Nó có độ cao trung bình là 82 mét (269 feet).

## Nhân khẩu
Theo điều tra dân số năm 2001 của Ấn Độ, Tekari có dân số 17.615 người. Phái nam chiếm 52% tổng số dân và phái nữ chiếm 48%. Tekari có tỷ lệ 66% biết đọc biết viết, cao hơn tỷ lệ trung bình toàn quốc là 59,5%: tỷ lệ cho phái nam là 74%, và tỷ lệ cho phái nữ là 57%. Tại Tekari, 17% dân số nhỏ hơn 6 tuổi.